# Semih Şentürk
Semih Şentürk (İzmir, 29. travnja 1983.), turski umirovljeni nogometaš i bivši reprezentativac koji je igrao na poziciji napadača.
Svoju nogometnu karijeru započeo je u Fenerbahçe PAF-u, omladinskoj momčadi Fenerbahçea i rano je pokazao svoj talent. Kada se priključio prvoj momčadi Fenerbahçea, nije igrao cijele utakmice, no kada bi ušao, postizao bi, često jako važne, pogotke pri samom kraju utakmice. Ta sposobnost ubrzo mu je donijela status prvotimca. Kada su Ümit Özat i Tuncay Şanlı napustili Fenerbahçe, Semih je postao novi dokapetan momčadi. U sezoni 2007/08, Semih je igrao kao regularni prvotimac i postigao je 17 golova u sezoni čime je izborio poziciju najboljeg strijelca te sezone.
U reprezentaciju je prvi put pozvan 2006. godine, a izbornik Fatih Terim pozvao ga je na EURO 2008., što se pokazalo kao izrazito dobar potez. Prvu utakmicu na EURO-u odigrao je protiv Švicarske, gdje je ušao kao zamjena u 46. minuti, i već 11 minuta poslije poravnao rezultat na 1:1. Kasnije je Turska još i pobijedila. Slično je ponovio i u 1/4 finalu kada u 122. minuti poravnava protiv Hrvatske na 1:1, te uvodi utakmicu u jedanaesterce nakon kojih prolaze u 1/2 finale. U polufinalnoj utakmici potiv Njemačke, gdje je Turska povela 1:0, pa su Nijemci došli na 2:1, Semih je nakon Sabrijeve asistencije lukavo prevario Lehmanna i u 86. minuti postigao pogodak za 2:2, no to nije bilo dovljno jer je Lahm u 90. minuti postigao pogodak za 3:2, koji je Nijemcima osigurao finale, a Turcima ispadanje. No, unatoč porazu, mnogi ovu utakmicu svrastavaju među najljepše na EURO-u.